# Maserati A6
Pour les articles homonymes, voir Maserati et A6.
La Maserati A6 est la première série de voiture Grand tourisme (GT) du constructeur automobile italien Maserati, produite à 139 exemplaires entre 1947 et 1956.

## Historique

### Maserati A6 1500
Après s’être convertie à l'effort de guerre de la Seconde Guerre mondiale, la marque de Modène des frères Maserati revient aux sommets de la compétition automobile d’après-guerre en Europe et en Argentine, avec entre autres les pilotes Giuseppe Farina, Alberto Ascari, et Juan Manuel Fangio... 

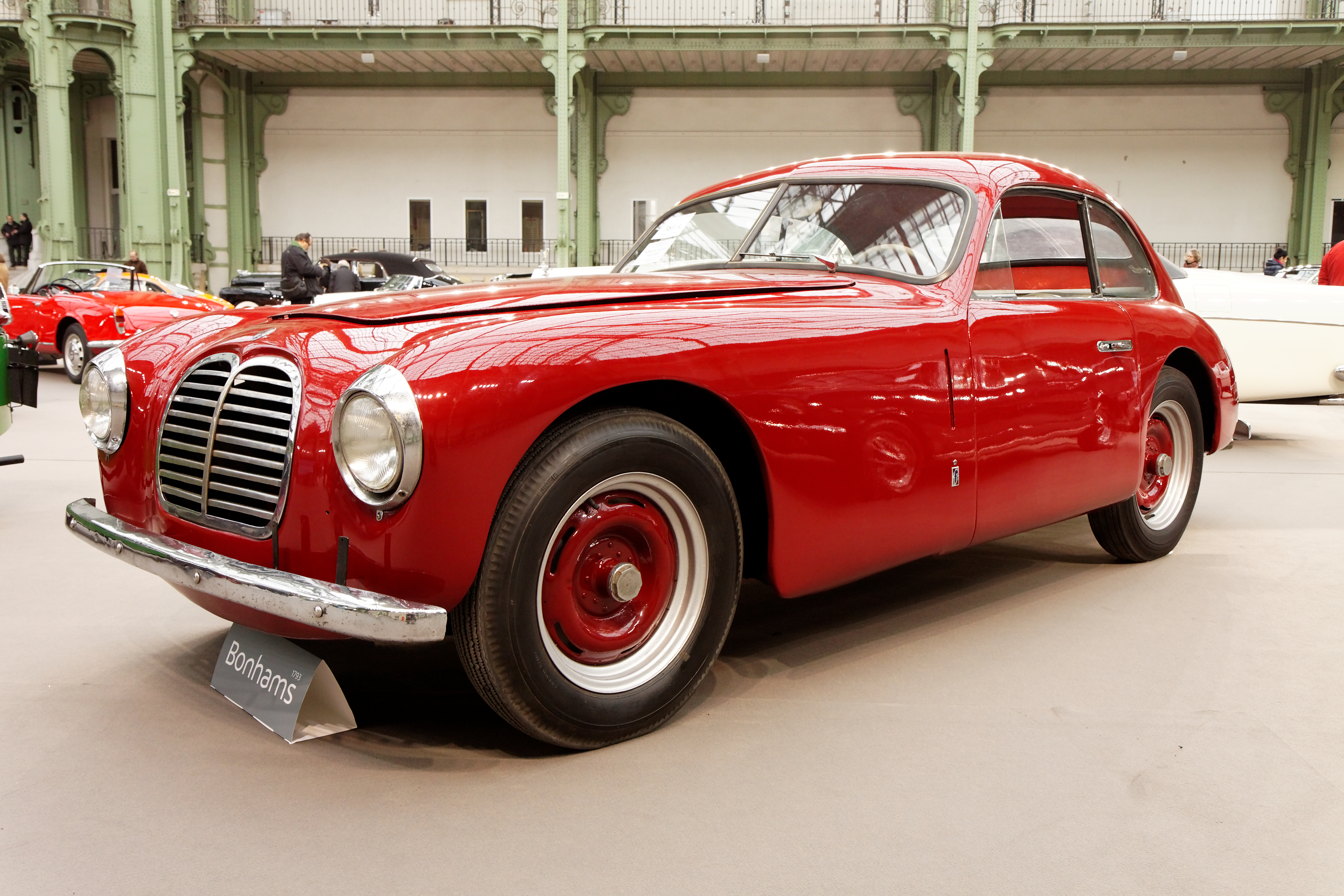
A6 1500 Pininfarina
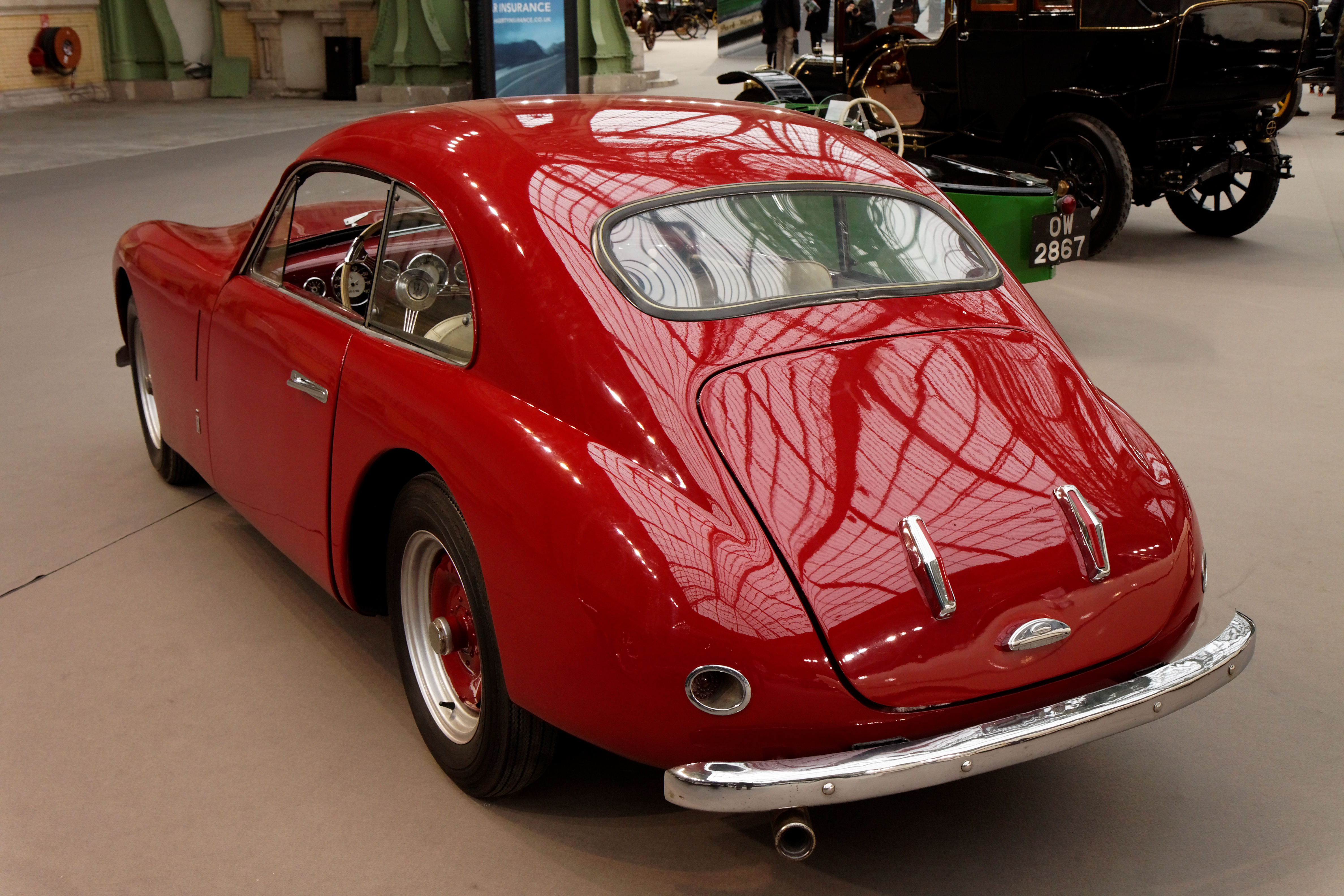
A6 1500
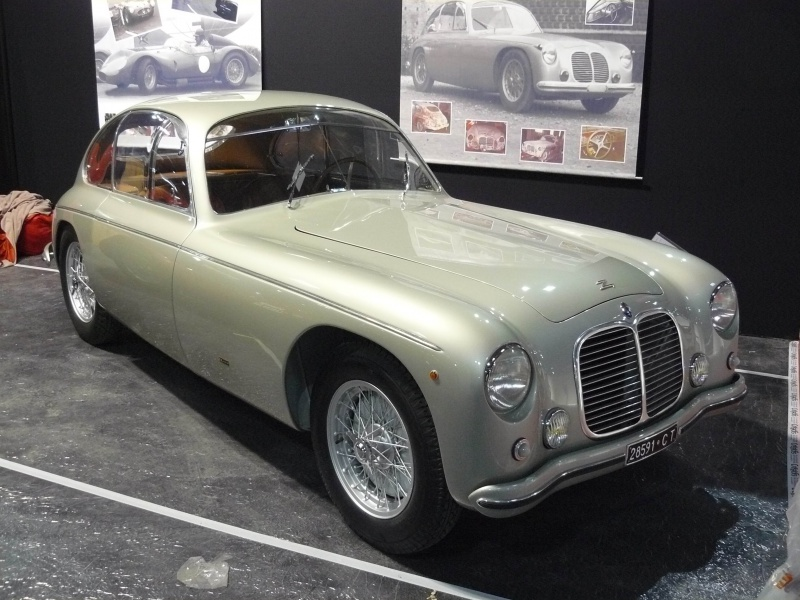
A6 1500 Zagato

Maserati conçoit sa première voiture GT routière avec cette A6 1500 présentée au salon de l'automobile de Genève 1947. Elle est motorisée par un moteur 6 cylindres en ligne de 1 500 cm3 pour 65 à 90 ch (décliné des Maserati 6CM d'avant-guerre) produite à 61 exemplaires carrossés par Pininfarina, et quelques-unes par Zagato. 

### Maserati A6G
Maserati commercialise la série A6G en 1947, avec moteur 6 cylindres de 1,5 L de 100 ch, suivi en 1950 d'un nouveau moteur 6 cylindres double arbres à cames de 2 L de 150 ch de Maserati A6GCM. 16 Maserati A6G sont produites entre 1947 et 1952, carrossées par les carrossiers italiens Pininfarina, Zagato, Allemano, Frua, Fantuzzi, Ghia, Vignale, ou Bertone…  

Quelques modèles
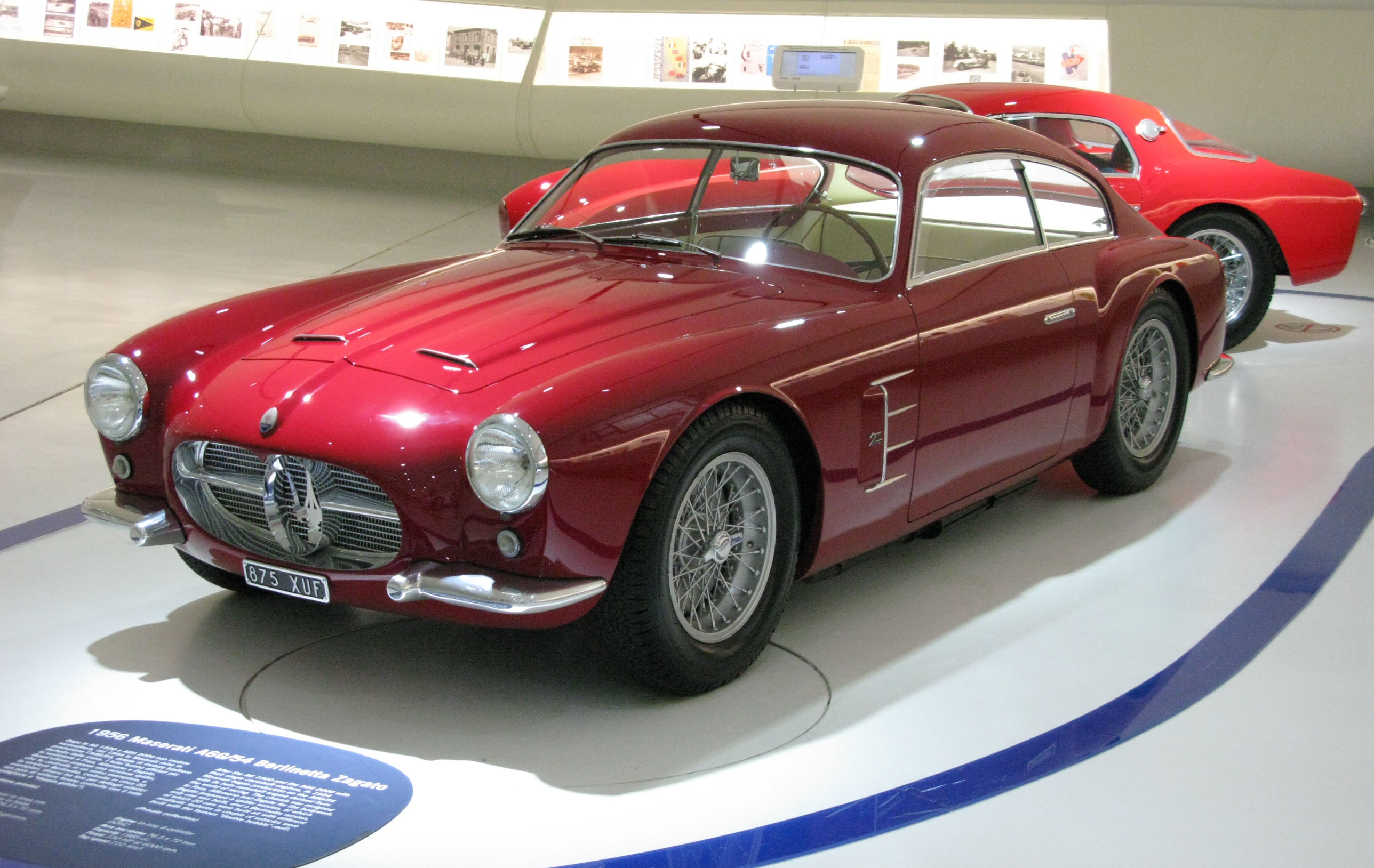
A6G/2000 Zagato, musée Enzo Ferrari de Modène
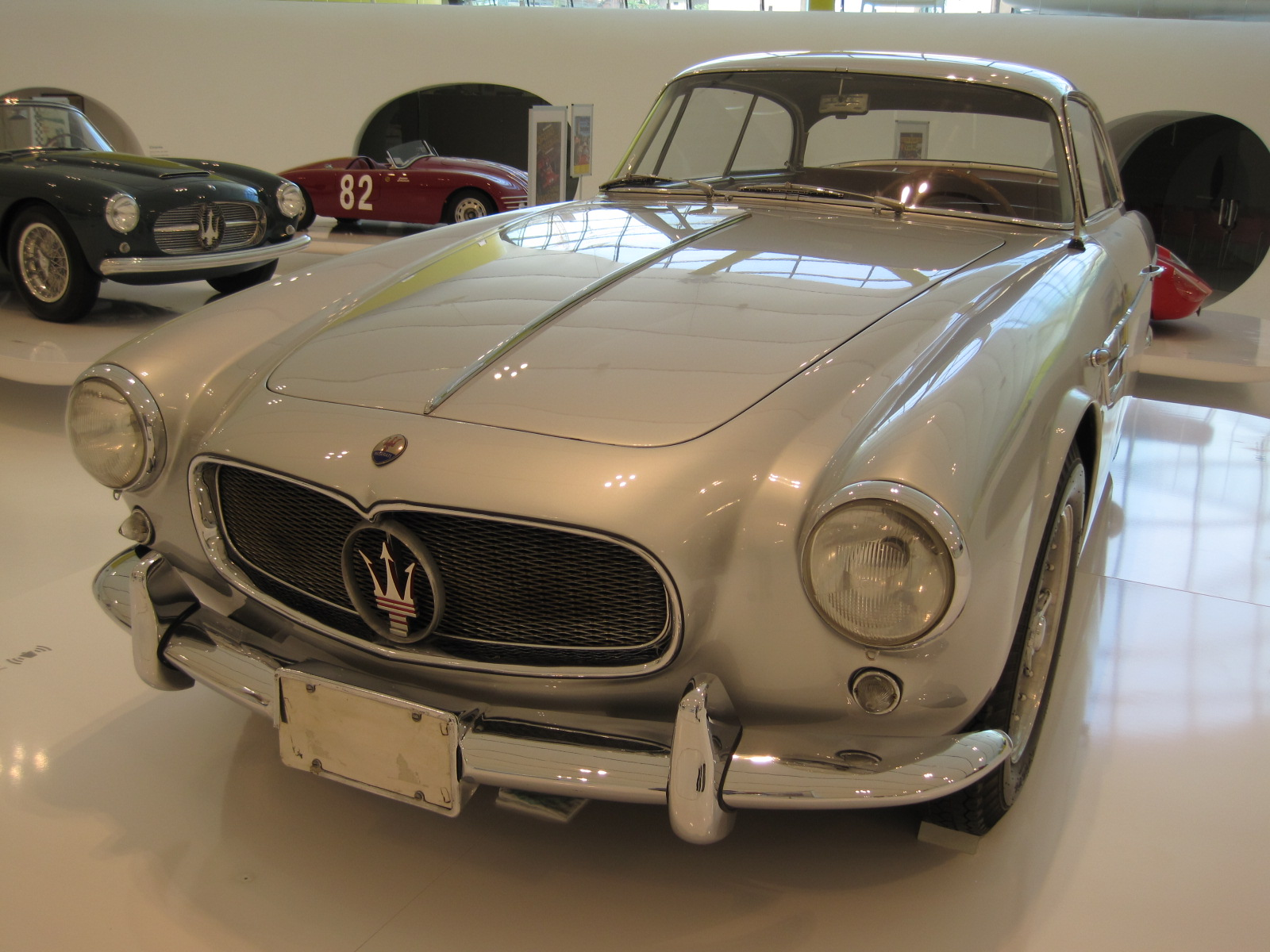
A6G/54 Allemano, musée Enzo Ferrari de Modène
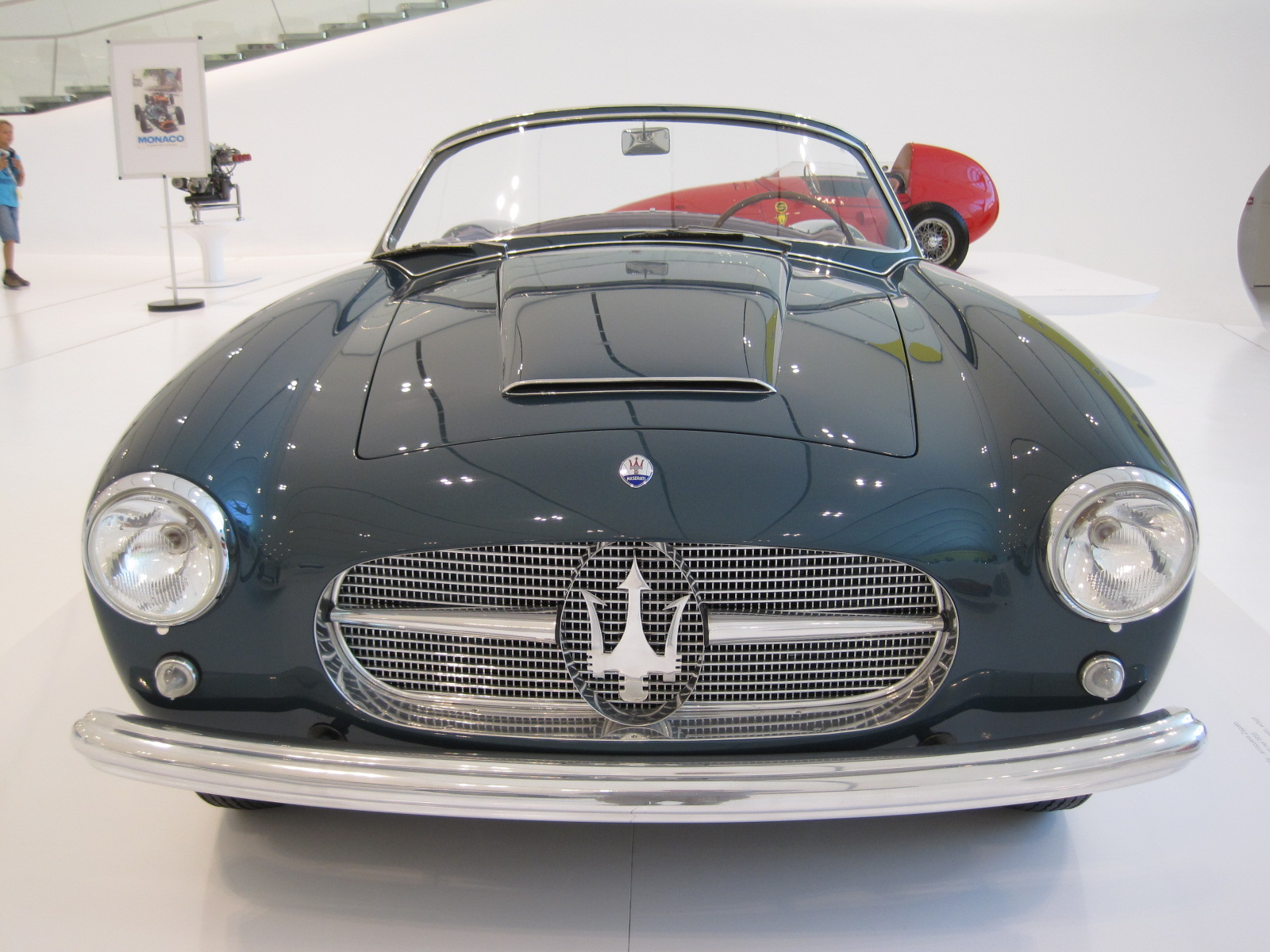
A6G/54 2000 Spider Zagato, musée Enzo Ferrari de Modène

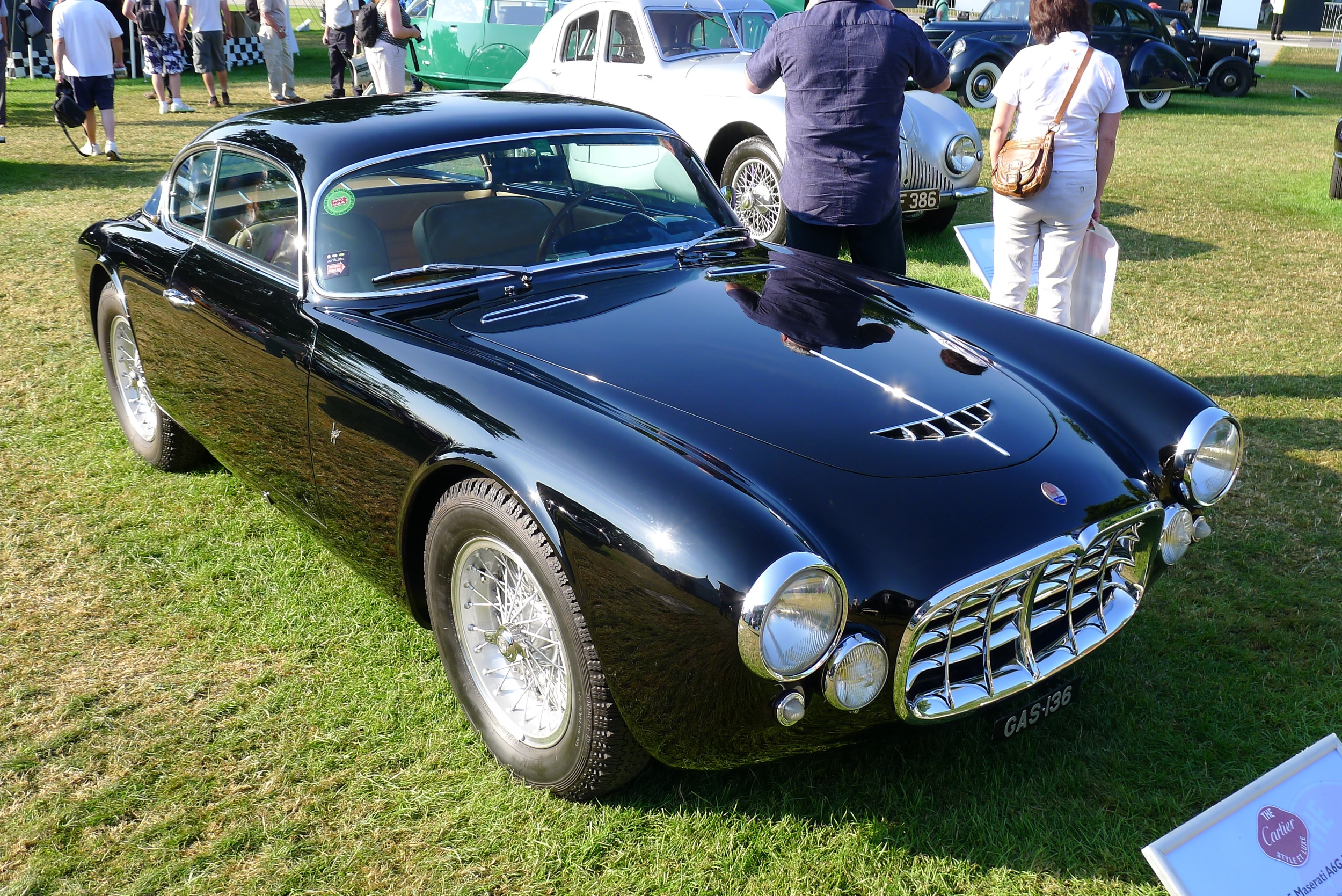
A6G/54 2000 Frua, Festival de vitesse de Goodwood
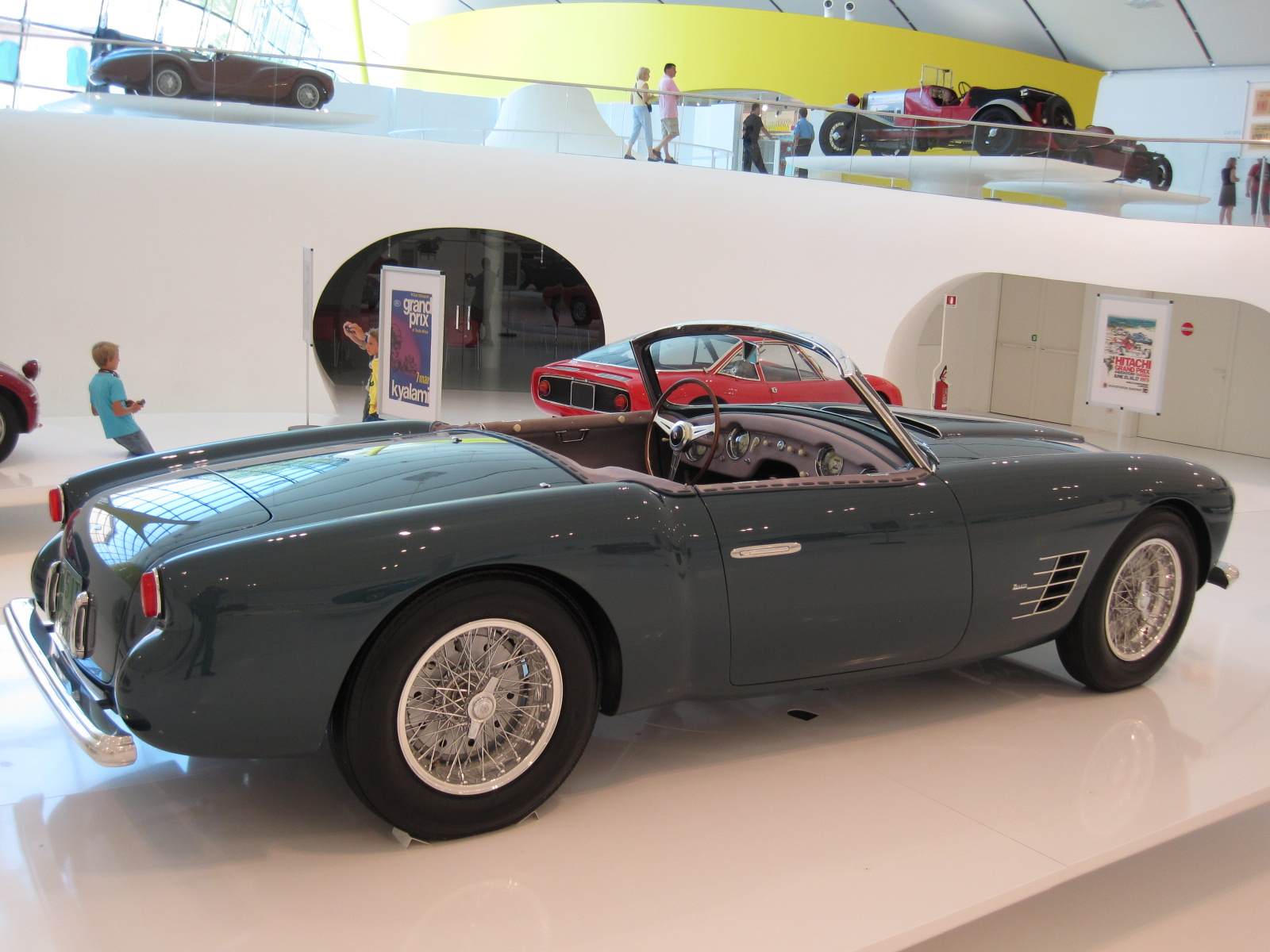
A6G/54 2000 Spider Zagato, musée Enzo Ferrari de Modène
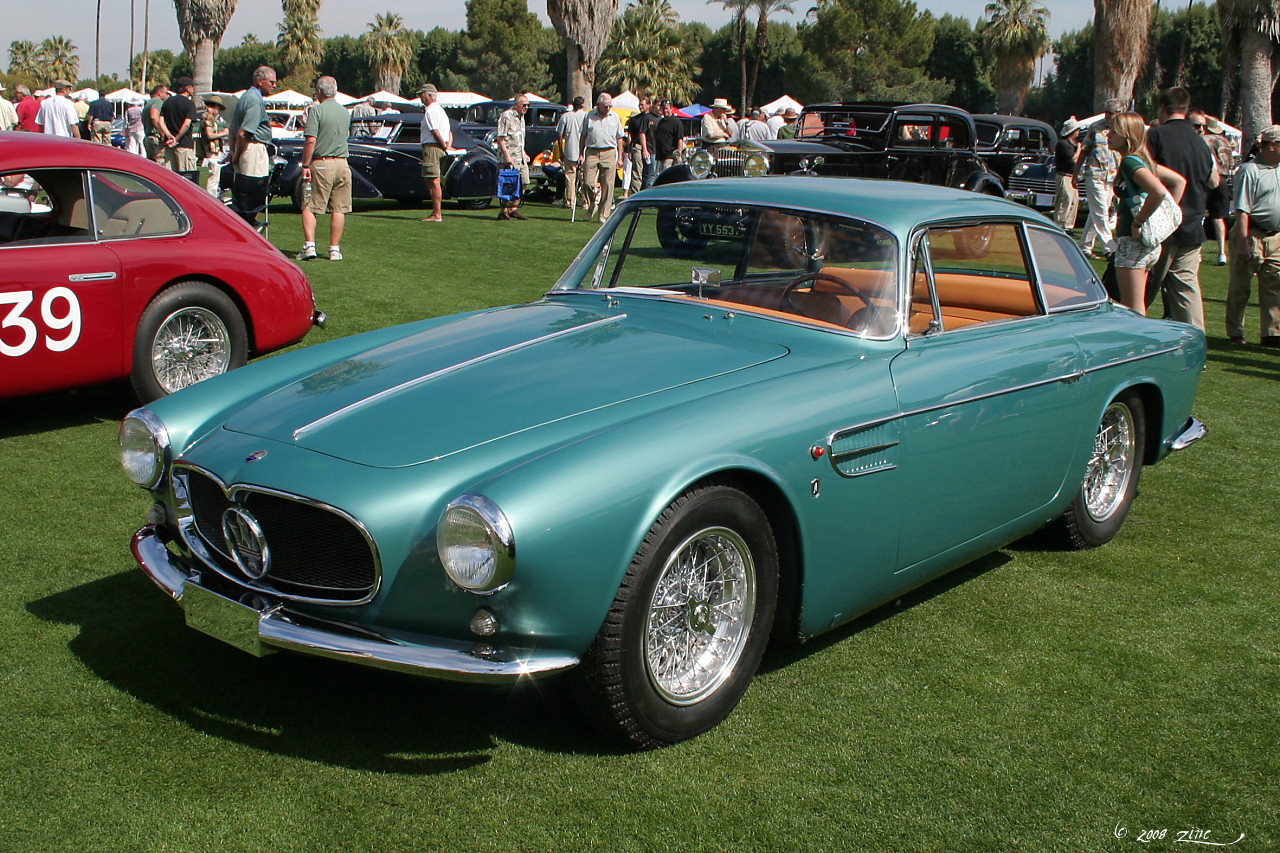
A6G 2000 Allemano, Palm Springs en Californie
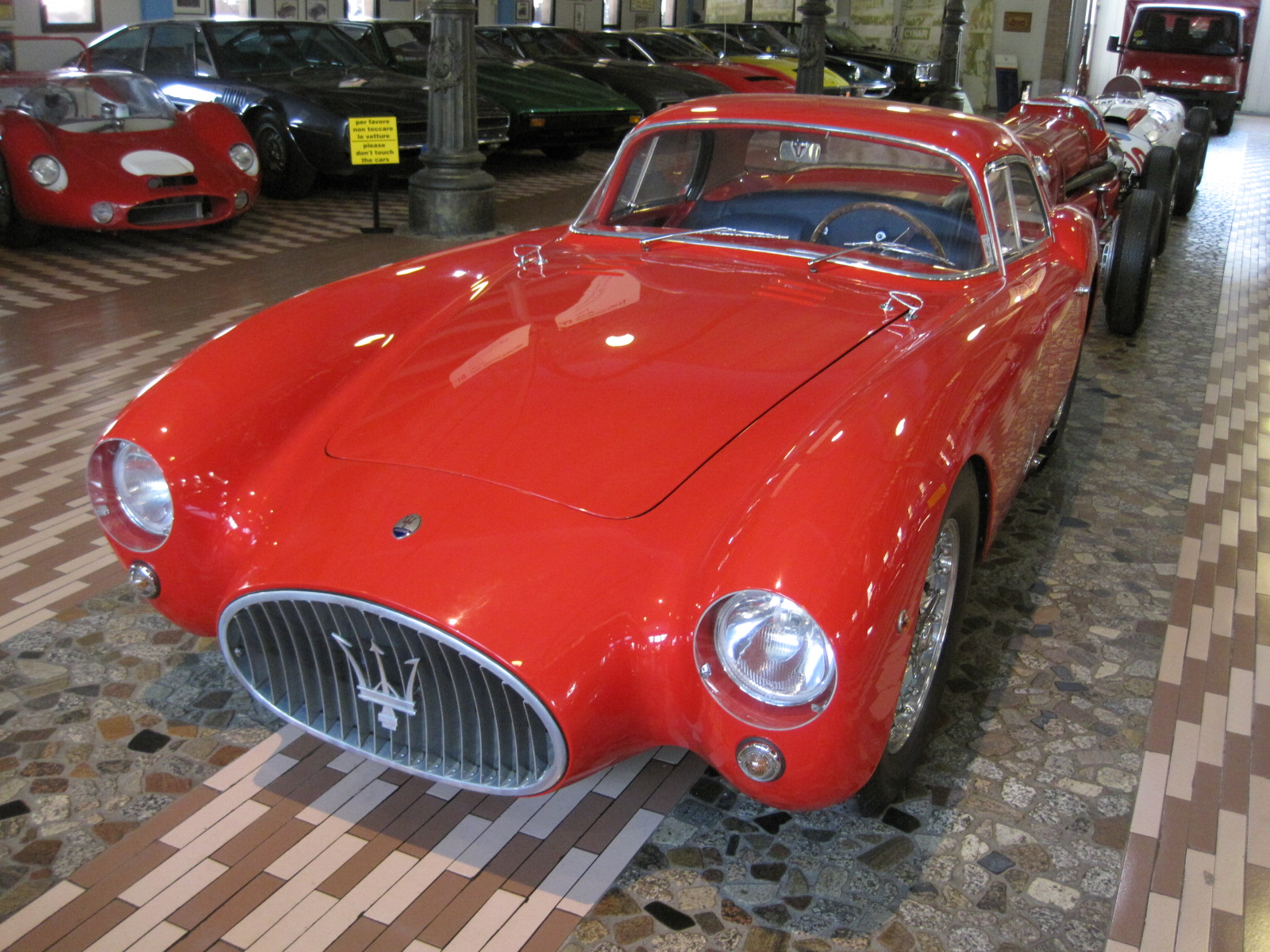
A6GCS Berlinetta Pininfarina, musée Panini Maserati de Modène
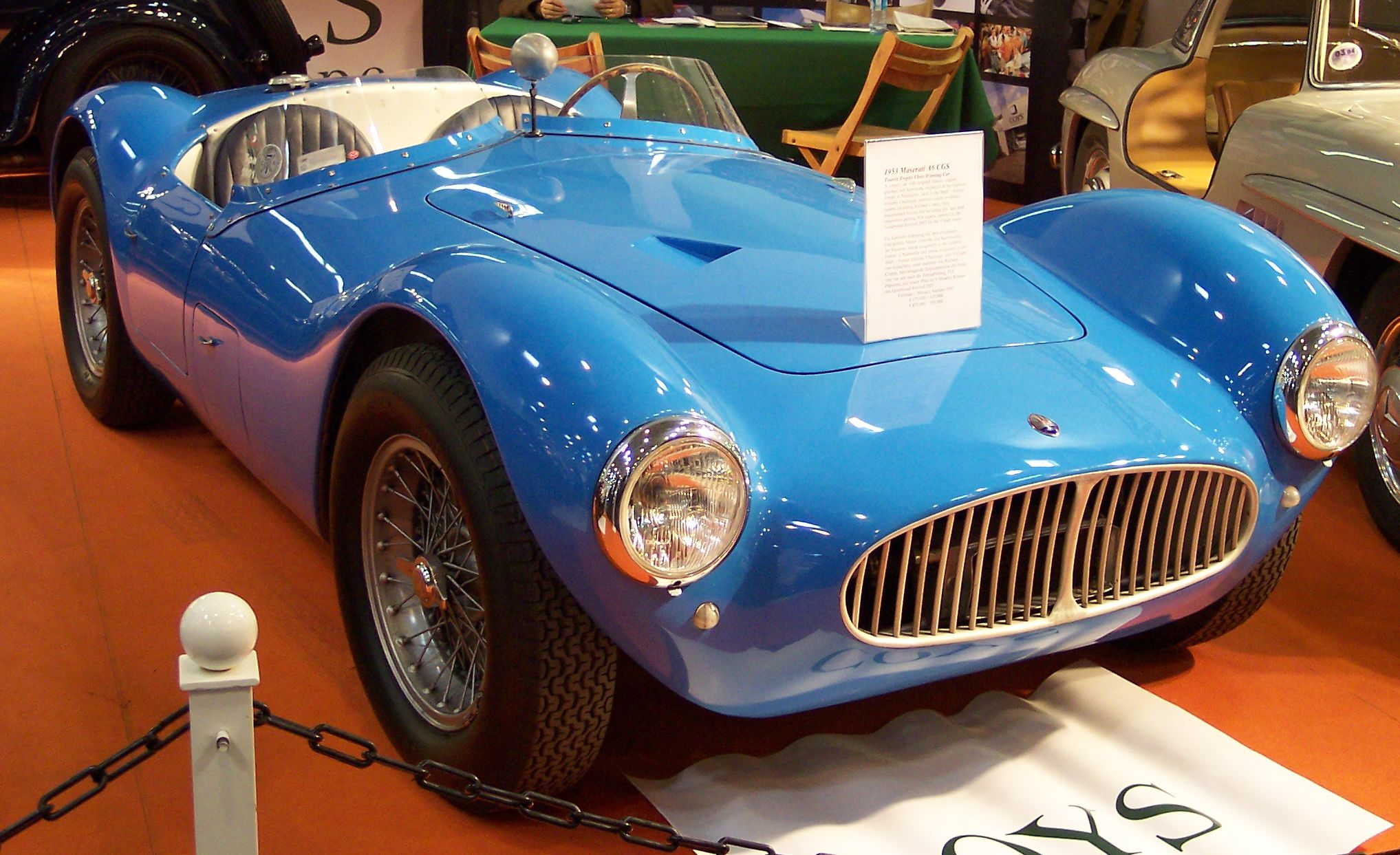
A6GCS/53 Spider, Gioacchino Colombo
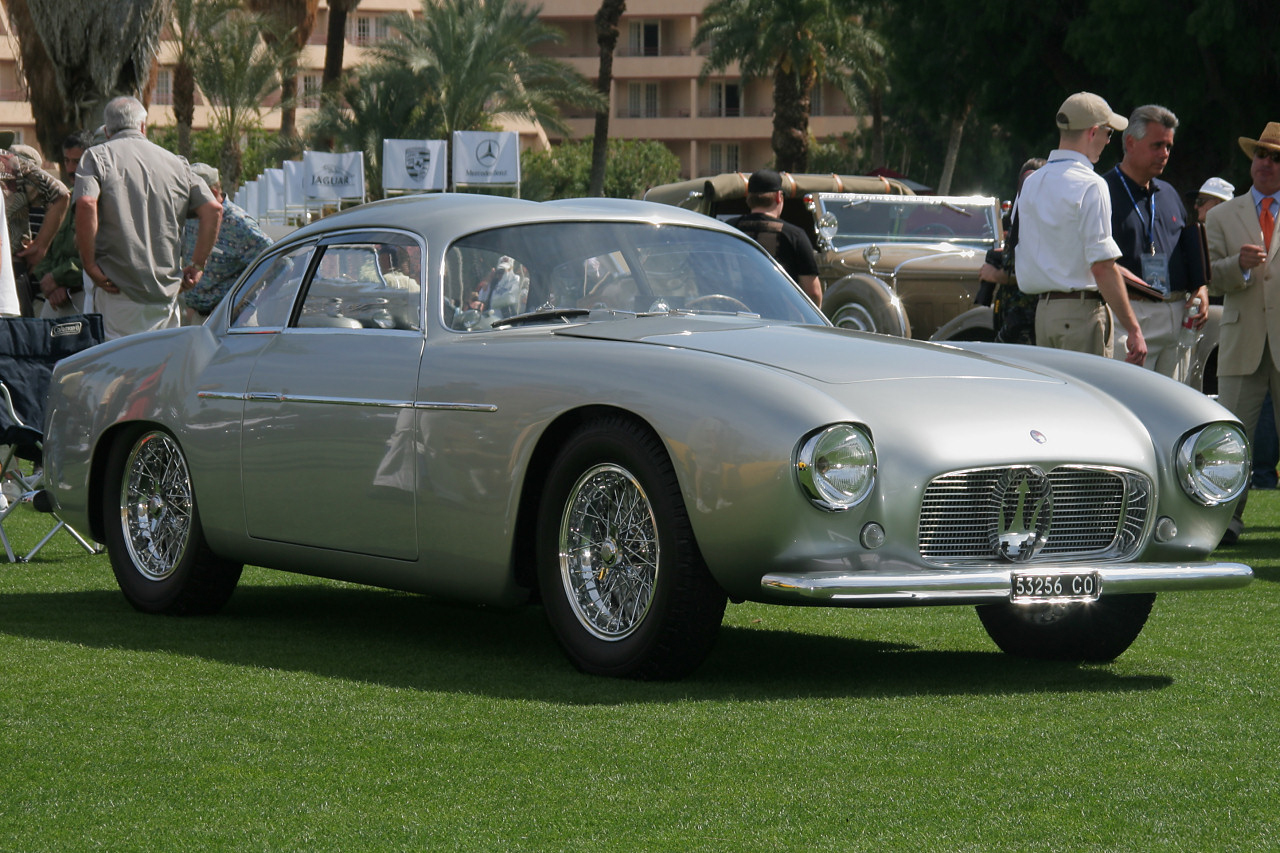
A6G/54 Berlinetta Zagato Speciale, Palm Springs en Californie
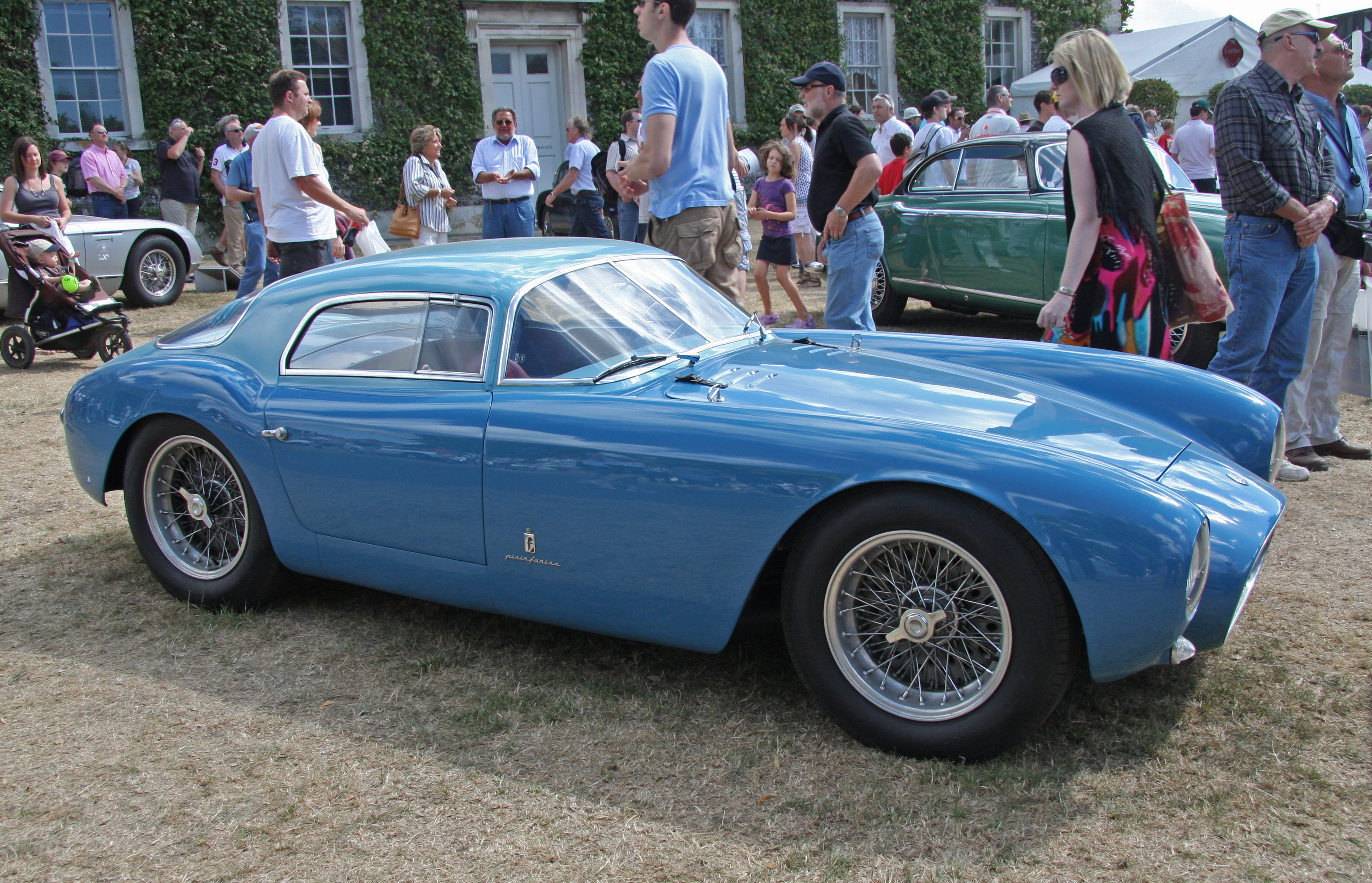
A6GCS Berlinetta Pininfarina, du designer Aldo Brovarone, Festival de vitesse de Goodwood
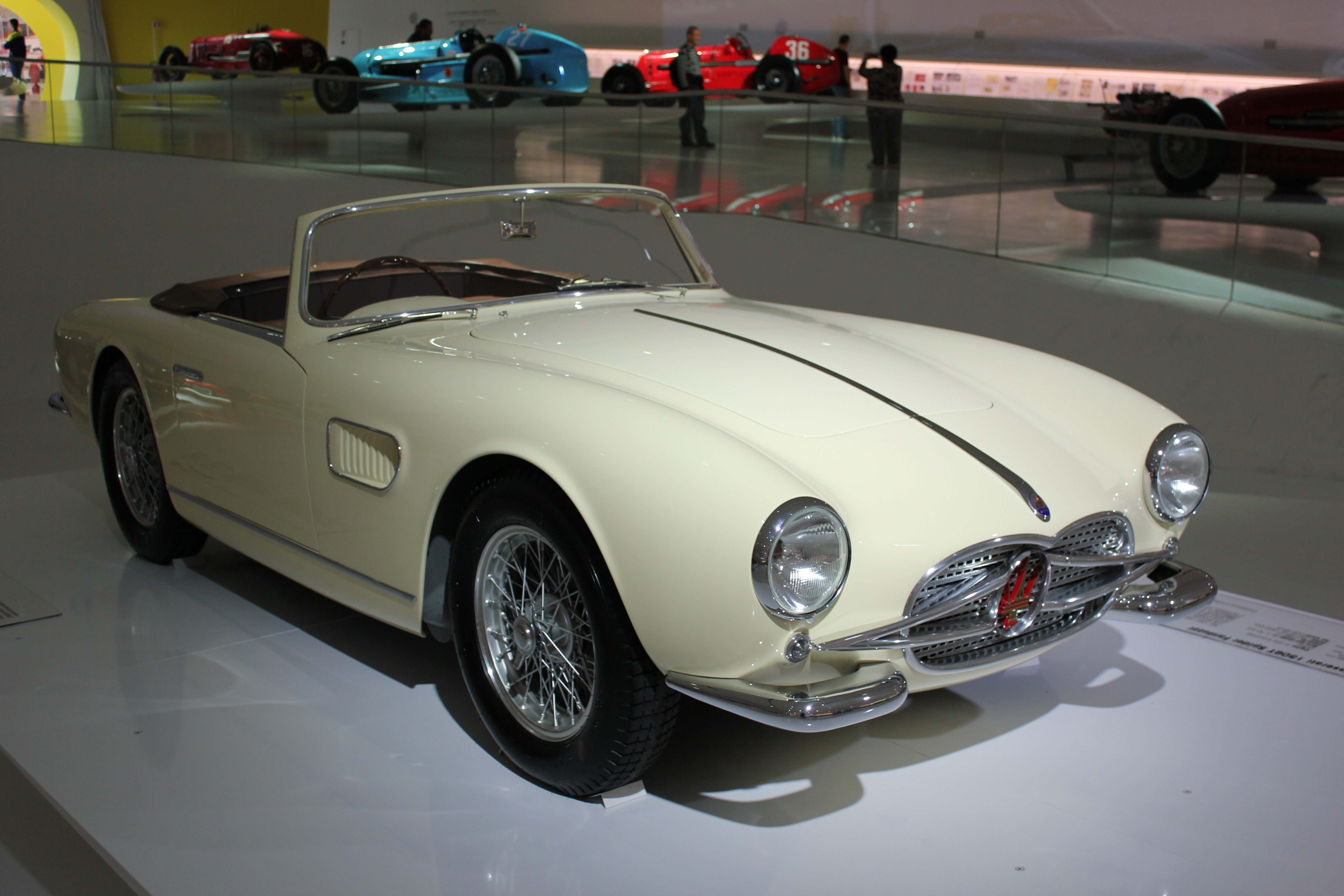
Maserati 150 GT Fantuzzi (1957)

En 1953, le motoriste Gioacchino Colombo quitte Alfa Romeo et rejoint Maserati pour participer au développement des Maserati A6GCM de Formule 2 (victorieuse entre autres du Grand Prix automobile d'Italie 1953 avec Juan Manuel Fangio) puis des  Maserati 250F de Formule 1 (victorieuse entre autres du Grand Prix automobile d'Argentine 1954 avec Juan Manuel Fangio). Les évolutions A6G/53 de 1953 et A6G/54 de 1954 sont déclinées de ces modèles de compétition. 63 unités sont commercialisées en trois ans avec des carrosseries Frua, Zagato, ou Allemano. 

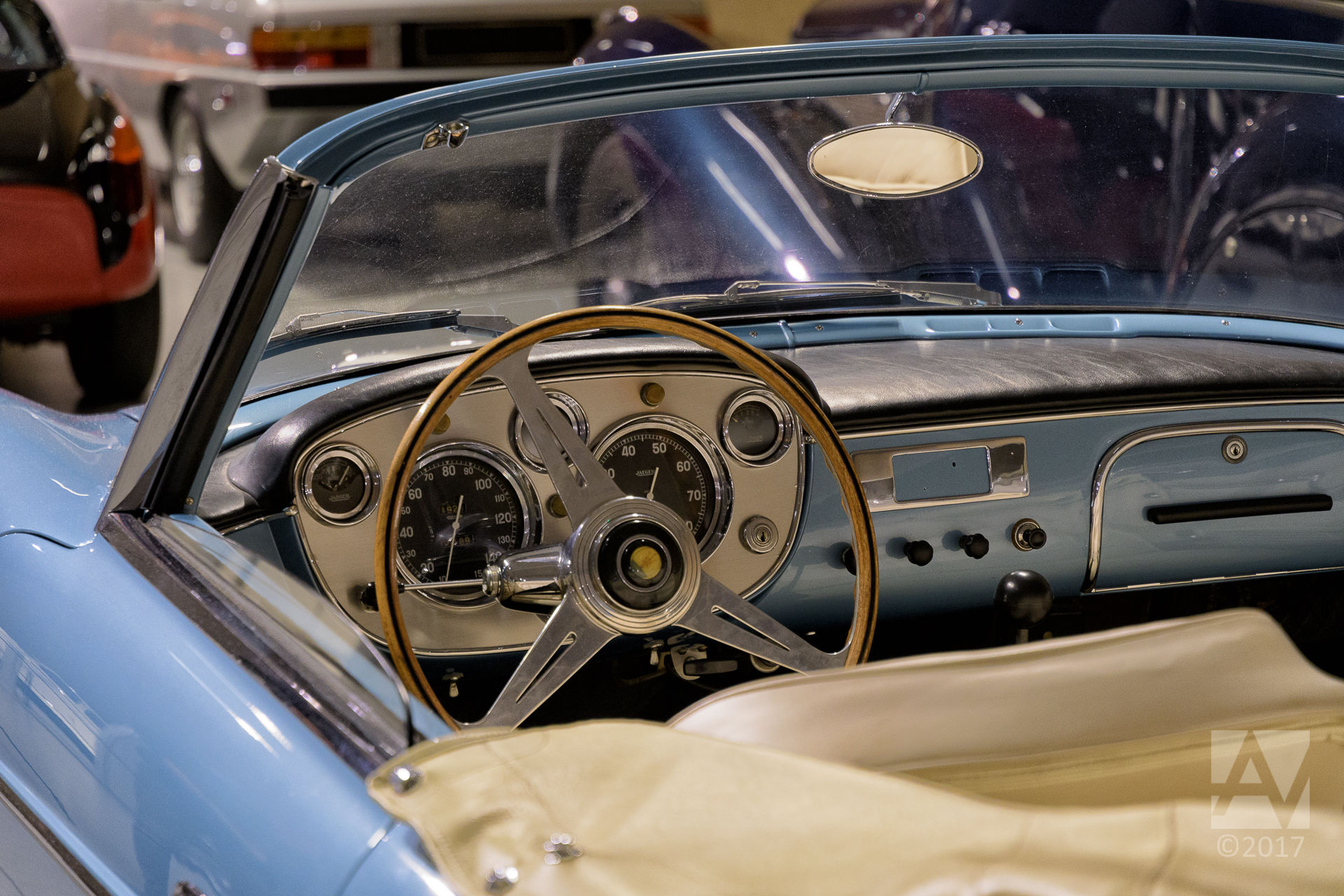
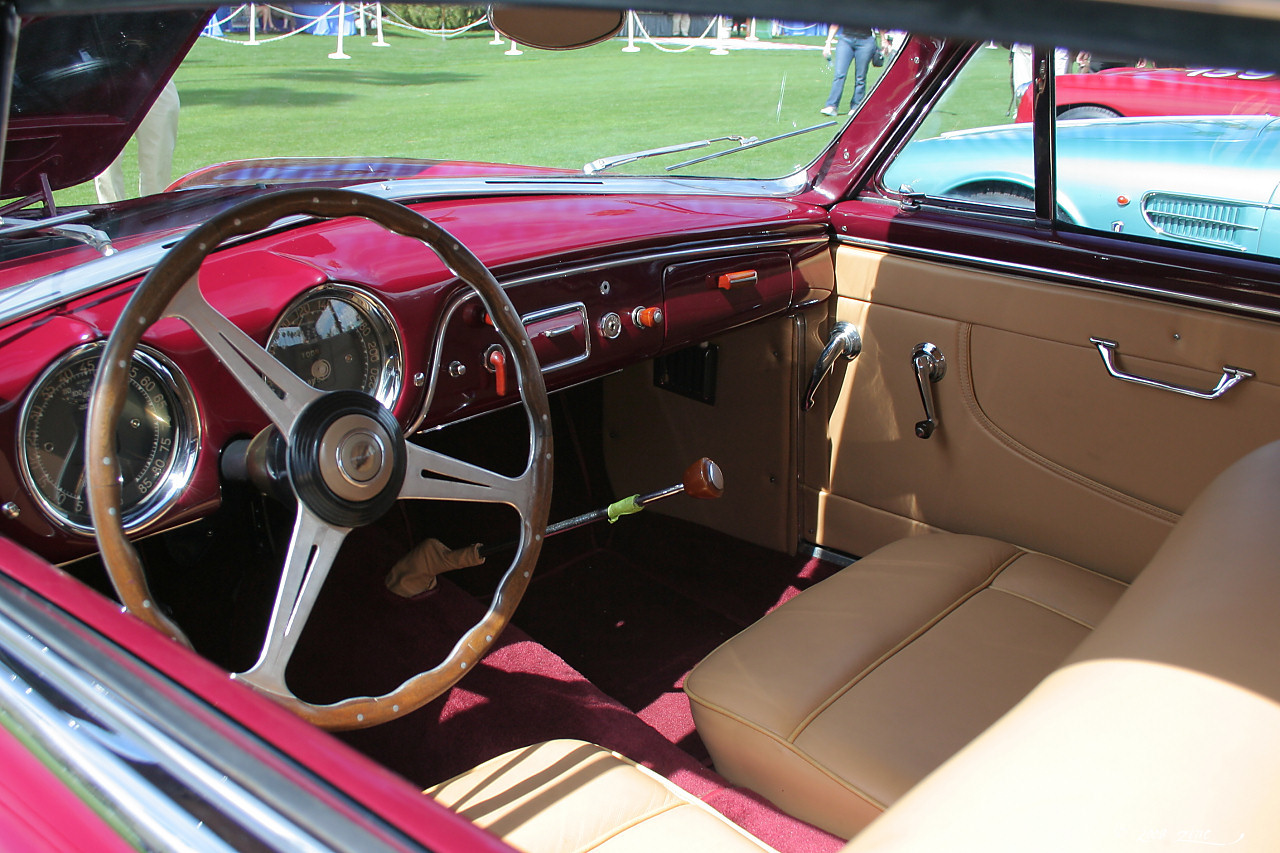
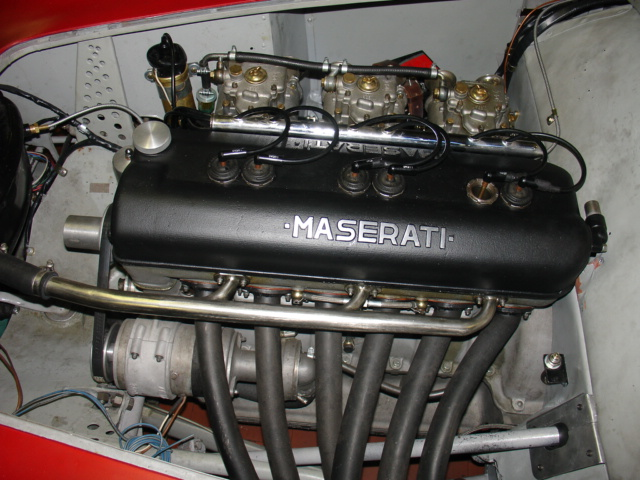
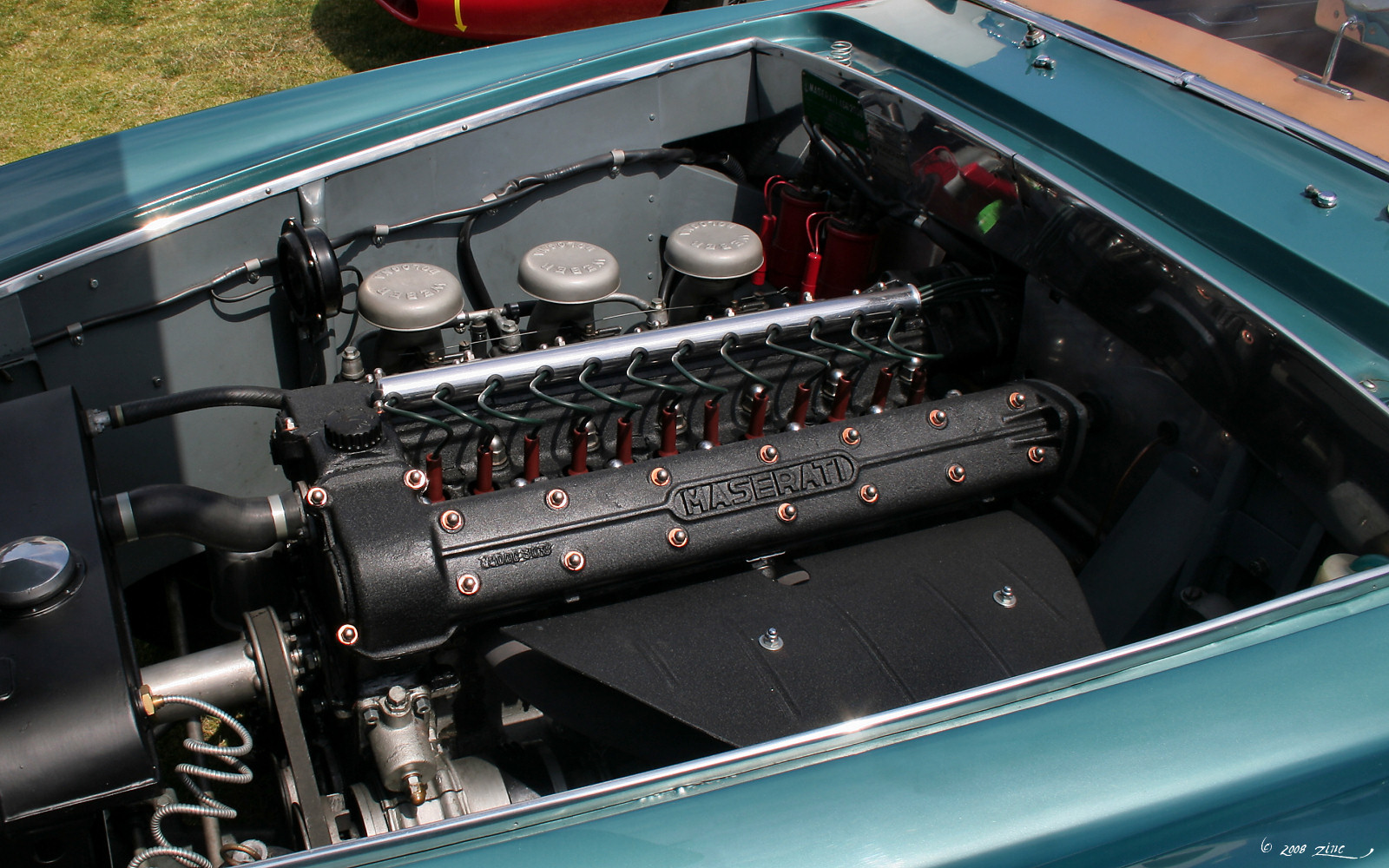

À la suite d'un dernier concept car Maserati 150 GT 4 cylindres de 1,5 L de 130 ch de 1957 (sur base de châssis A6GCS/53) la Maserati 3500 GT (à moteur 6 cylindres 3,5 L de Maserati 350S) succède en 1957 à la série A6, première voiture routière de la marque fabriquée en série. 

### Maserati A6GCS et A6GCM de compétition

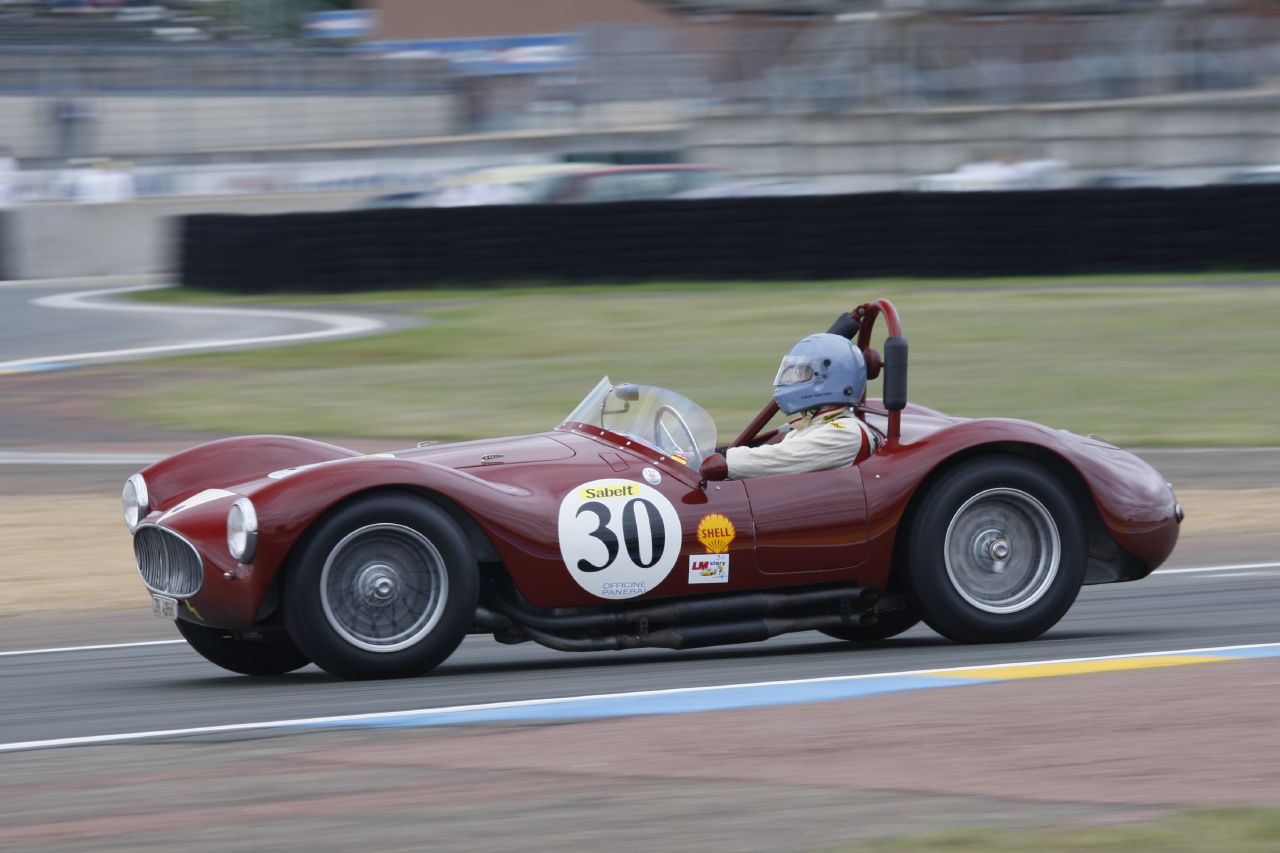
Maserati A6GCS
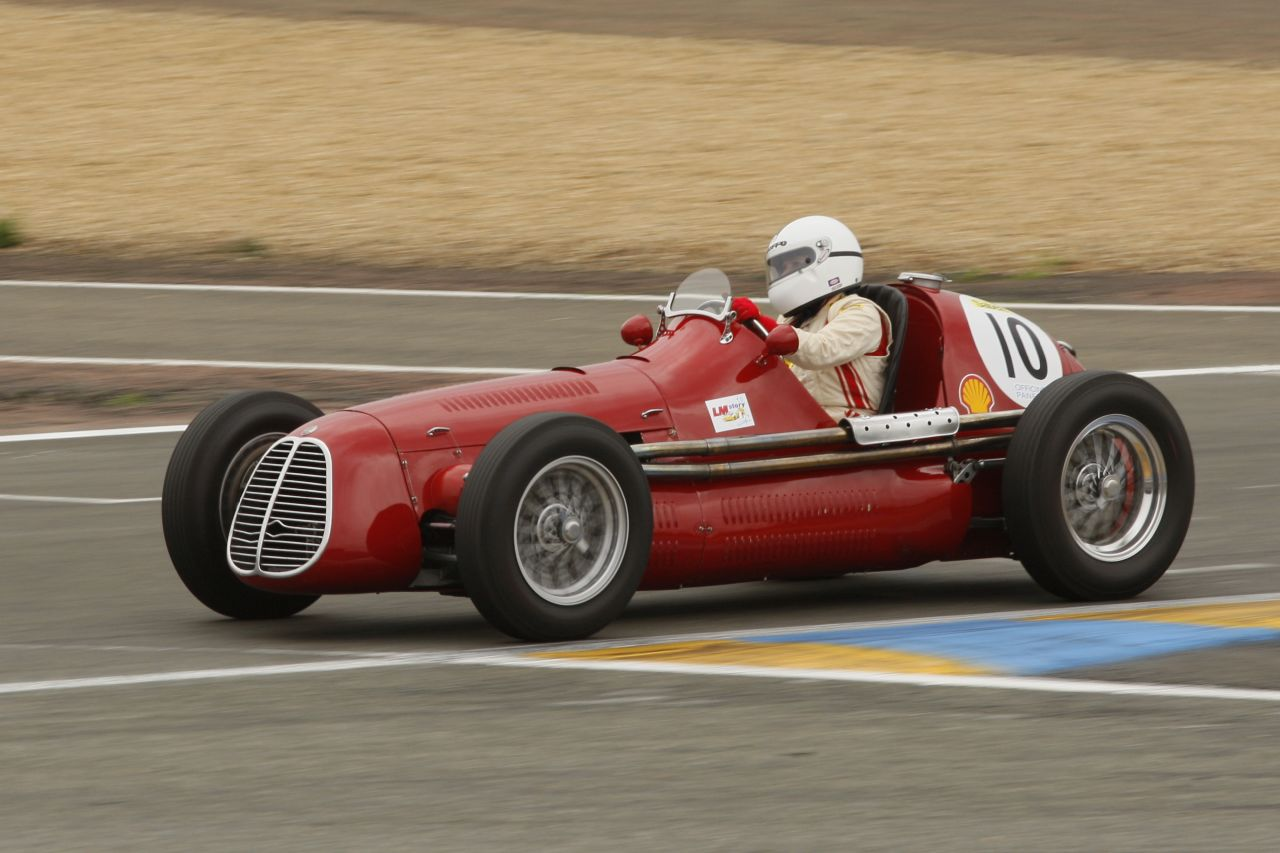
Maserati A6GCM
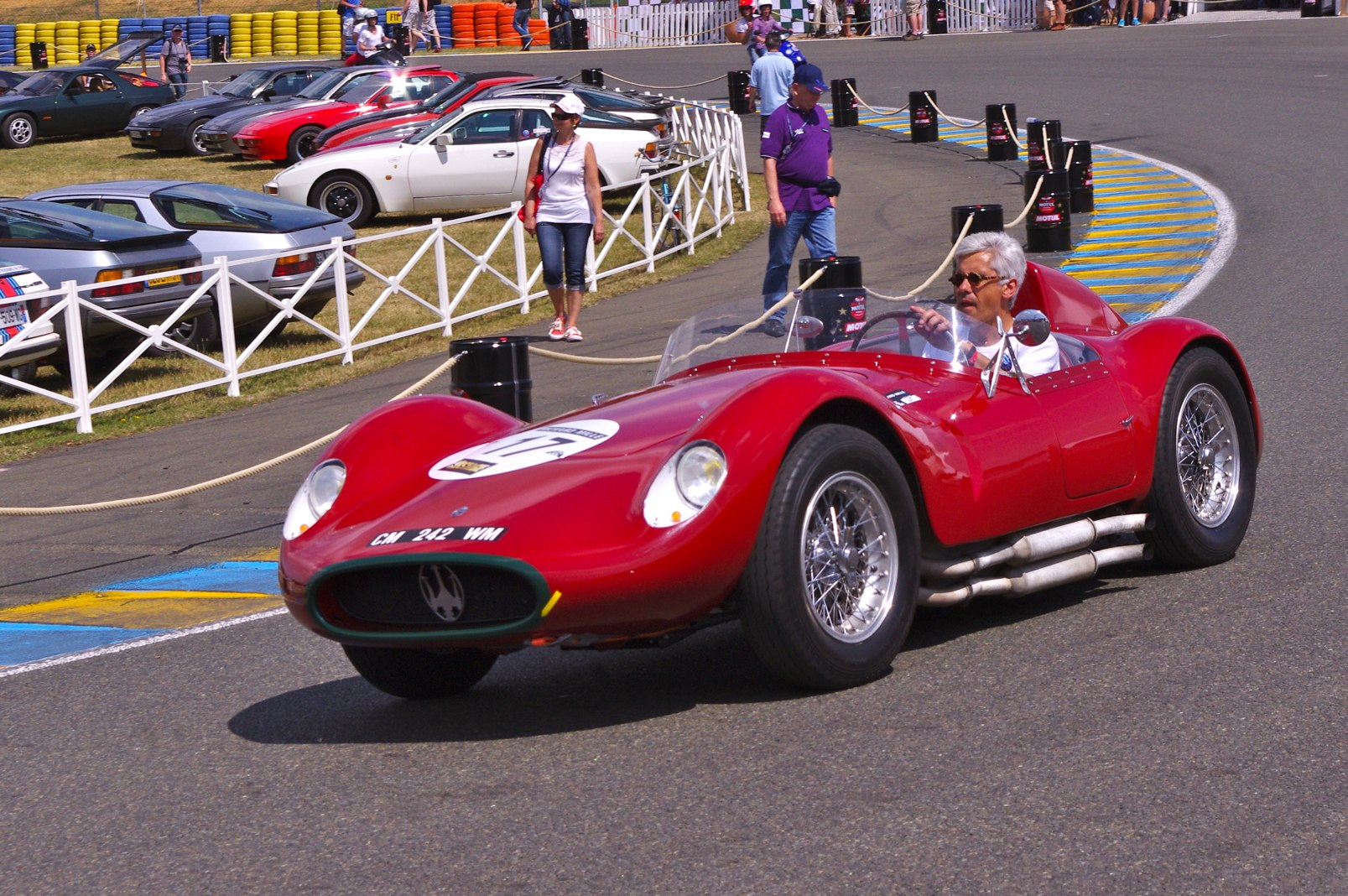
Maserati A6GCS
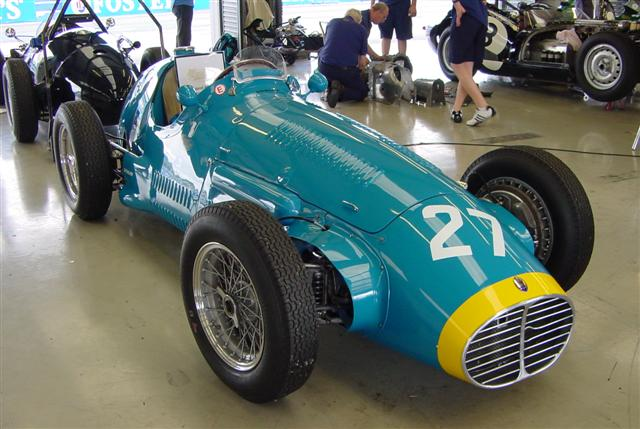
Maserati A6GCM de 1953

### Palmarès partiel A6GCS
Quelques victoires des Maserati A6GCS en 10 années de compétitions (1947 à 1957) :
- 1948 : Coupe d'Or des Dolomites, avec Giovanni Bracco;
- 1948 : Circuit de Pescara, avec Bracco et Alberto Ascari;
- 1950 : Coupe d'Or de Sicile, avec Nicola Musmeci;
- 1953 : Circuit de Caserte, avec Sergio Mantovani;
- 1953 : Tour de Ombrie, avec Luigi Musso et Gian Antonio Favero;
- 1953 : Circuit d'Avellino, avec Luigi Musso
- 1954 : Grand Prix de Rio de Janeiro et de São Paulo, avec Emmanuel de Graffenried;
- 1954 : Circuit de Caserte, avec Luigi Musso;
- 1954 : Circuit de Metz, avec Alfonso de Portago;
- 1954 : Grand Prix de Sidonie, avec Luigi Bellucci;
- 1954 : Coupe d'Or des Dolomites, avec Sergio Mantovani;
- 1954 : Circuit de Senigallia, avec Luigi Musso;
- 1954 : Coupe d'Automne de l'autodrome de Linas-Montlhéry, avec Pierre Monneret;
- 1954 : Goodwood International, avec Roy Salvadori;
- 1954 : Grand Prix automobile de Naples, avec Luigi Musso;
- 1955 : Trophée Sarde, avec Gaetano Starrabba;
- 1955 : Grand Prix des Frontières, avec Benoît Musy;
- 1955 : Grand Prix Shell d'Imola, avec Cesare Perdisa;
- 1955 : Grand Prix de Caserte, avec Luigi Bellucci;
- 1955 : Circuit de la région de Calabre, avec Luigi Bellucci;
- 1955 : Tour de Calabre, avec Luigi Bellucci;
- 1955 : Grand Prix de Pergusa, avec Franco Bordoni;
- 1955 : Stockholmsloppet, avec André Loëns;
- 1956 : Trophée Sarde, avec Giorgio Scarlatti;
- 1957 : Circuit d'Opatija (en Yougoslavie) avec Antonio Pozzato.

Elle a également été pilotée par Luigi Villoresi, Jean Estager, Giovanni Rocco, André Wicky, Maria Teresa De Filippis, Emilio Romano... et a terminé sa longue carrière lors de la Targa Florio de 1961, avec l'équipage Allotta-Semilia.